# Blue Danube
Blue Danube je bio austrijski pop sastav koji je predstavljao svoju zemlju na Euroviziji 1980. s pjesmom "Du bist Musik". Osvojili su 8. mjesto sa 64 boda. Članovi sastava su bili Marty Brem, Wolfgang 'Marc' Berry, Sylvia Schramm, Rena Mauris i Wolfgang Weiss.